# Oxydia obtusaria
Oxydia obtusaria là một loài bướm đêm trong họ Geometridae.